# Sarigan
Sarigan es una pequeña isla de las Islas Marianas del Norte. La isla se encuentra a 95 millas (153 km) al norte de Saipán y tiene una superficie de 4.966 km² (1,92 millas cuadradas). Anteriormente la isla estuvo poblada, pero según el censo realizado en el 2000 está deshabitada. La isla es el lugar propuesto para el traslado en aves en peligro de Guam y Saipán.